# Epidromia profana
Epidromia profana är en fjärilsart som beskrevs av Walker 1858. Epidromia profana ingår i släktet Epidromia och familjen nattflyn. Inga underarter finns listade i Catalogue of Life.